# Hennadiy Yosypovych Udovenko
Hennadiy Yosypovych Udovenko (tiếng Ukraina: Геннадій Йосипович Удовенко; sinh 22 tháng 6 năm 1931, mất 12 tháng 2 năm 2013)  là chính trị gia và nhà ngoại giao Ukraine. Ông từng giữ chức Bộ trưởng Bộ Ngoại giao Ukraine, Chủ tịch thứ 52 của Đại hội đồng Liên hợp quốc (1997–1998) và Đại biểu Nhân dân Ukraine (1998–2007). Xuất thân từ tỉnh Dnipropetrovsk, ông từng theo học ngành quan hệ quốc tế tại Đại học Kyiv và tốt nghiệp năm 1954. Ông học cao học về kinh tế nông nghiệp tại Viện Phát triển Kinh tế và Tổ chức Nông nghiệp từ năm 1956 đến năm 1959.

## Giai đoạn đầu
Udovenko bắt đầu sự nghiệp của mình vào năm 1952 với chức thư ký Bộ trưởng và thư ký Ban điều hành của Bộ Công nghiệp vật liệu xây dựng tại Cộng hòa xã hội chủ nghĩa Xô viết Ukraine. Trong giai đoạn 1955 đến 1958, ông là trưởng hợp tác xã nông nghiệp tại làng Domantivka, quận Skvyra, vùng Kyiv.

## Sự nghiệp ngoại giao
Udovenko tham gia công tác ngoại giao từ năm 1959 với chức vụ Bí thư thứ nhất, cố vấn tại phòng Các Tổ chức kinh tế quốc tế thuộc Bộ Ngoại giao. Năm 1965–1971, ông làm việc tại Văn phòng Liên Hợp Quốc ở Geneva, Thụy Sĩ. Từ năm 1971 đến năm 1977, ông lần lượt giữ các chức vụ trưởng phòng Nhân sự và trưởng phòng Các Tổ chức kinh tế quốc tế của Bộ Ngoại giao.
Từ 1977 đến 1980, ông giữ chức Giám đốc Bộ phận Phiên dịch và Hội họp tại Phòng Dịch vụ Hội nghị của văn phòng Liên Hợp Quốc tại Thành phố New York.
Năm 1980–1985, ông là Thứ trưởng Bộ Ngoại giao Cộng hòa Xã hội chủ nghĩa Xô viết Ukraine và được bổ nhiệm làm đại sứ đặc mệnh toàn quyền vào tháng 1 năm 1985.
Từ tháng 2 năm 1985 đến tháng 3 năm 1992, ông là Đại diện thường trực của Ukraine tại Liên hợp quốc và là phó chủ tịch Ủy ban đặc biệt của Liên hợp quốc phòng chống nạn phân biệt chủng tộc. Từ năm 1989 đến 1991, ông giữ chức Phó chủ tịch Hội đồng Kinh tế và Xã hội Liên hợp quốc. Từ năm 1991 đến 1992, ông là Thứ trưởng Ngoại giao Ukraina. Từ năm 1992 đến 1994, ông giữ chức Đại sứ Ukraine tại Ba Lan.
Từ năm 1994 đến 1998, ông là Bộ trưởng Ngoại giao Ukraine và là thành viên của Hội đồng An ninh và Quốc phòng Quốc gia Ukraine. Tháng 9 năm 1997, ông được bầu làm chủ tịch thứ 52 của Đại hội đồng Liên hợp quốc trong một năm, sau đó tiếp tục giữ chức chủ tịch tại phiên họp đặc biệt khẩn cấp lần thứ 10 và phiên họp đặc biệt lần thứ 20 của Đại hội đồng Liên Hợp Quốc.
Bên cạnh tiếng Ukraine và tiếng Nga, ông còn thành thạo tiếng Anh, Pháp và Ba Lan.

## Hoạt động chính trị
Sau khi chủ tịch Đảng Phong trào Nhân dân Ukraine (Rukh) là Viacheslav Chornovil qua đời trong một vụ tai nạn ô tô, Udovenko được giữ chức quyền chủ tịch Đảng này và từ 14 tháng 5 năm 1999 thì chính thức được bầu làm chủ tịch Đảng. Ông đắc cử chức Chủ tịch một lần nữa vào năm 2001 và tiếp tục giữ chức cho đến ngày 3 tháng 5 năm 2003 khi Borys Tarasyuk lên kế nhiệm, Tarasyuk trước đó cũng đã kế nhiệm chức Bộ trưởng Ngoại giao từ Udovenko.
Udovenko tuyên bố rằng Đảng của ông ủng hộ việc xây dựng một đất nước Ukraine của người Ukraine chứ không phải một đất nước hỗn tạp và việc xây dựng một tầng lớp chính khách làm việc cùng nhau cho một lý tưởng quốc gia duy nhất. Từ những năm 2000, ông đã cho rằng viễn cảnh Ukraine từ bỏ con đường đến với châu Âu sẽ gây ảnh hưởng tiêu cực đến hình ảnh của đất nước do đất nước vẫn chưa thể gia nhập vào thị trường châu Âu do những tụt hậu về công nghệ. Việc trở lại liên minh với Nga và Belarus sẽ kéo dài sự tụt hậu này trong nhiều năm nữa. 

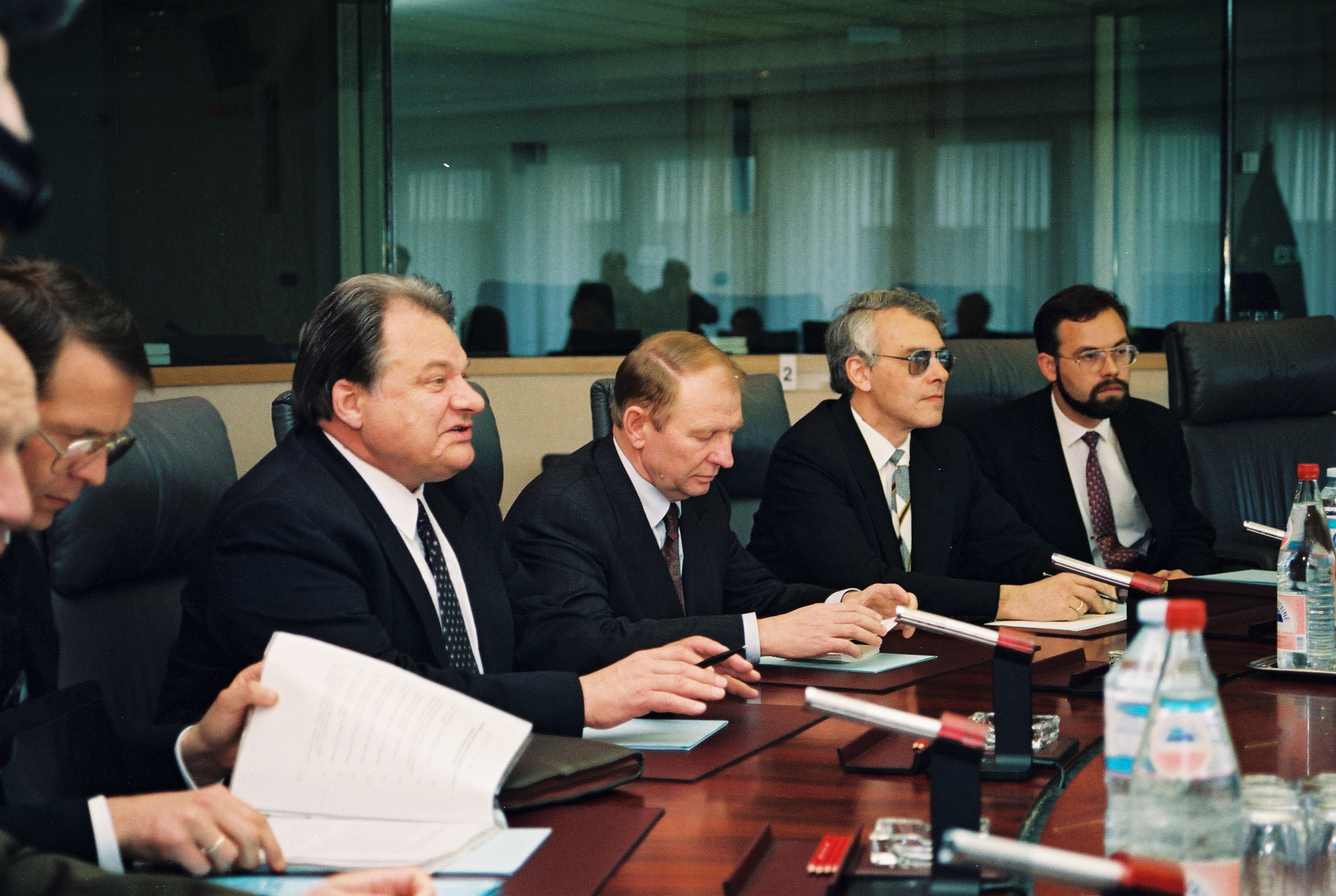
Leonid Kuchma và Udovenko tại phiên họp Ủy ban châu Âu (thứ 3 và 4 từ phía bên phải) 1/6/1995.

Với tư cách thành viên của Đảng Phong trào Nhân dân, ông được bầu vào Rada tối cao Ukraine thuộc Quốc hội Ukraine vào năm 1998. Mùa xuân năm 1999, những thành viên trong Nghị viện của Đảng này đã tách thành 2 phe khác nhau với phe ly khai do Udovenko lãnh đạo. 31 tháng 10 năm 1999, ông tham gia tranh cử vòng một của kỳ bầu cử Tổng thống và xếp thứ 7 trong số 13 ứng viên, giành được tỷ lệ ủng hộ 1.22% (319,778 phiếu bầu).
Năm 2002, ông lại trở thành đại biểu Quốc hội với tư cách là thành viên trong danh sách bầu cử của Khối "Ukraine của chúng ta" được thành lập với sự cộng tác tích cực từ phía Udovenko. Trong các nhiệm kỳ thứ 3 và thứ 4 của Rada Tối cao, ông giữ chức chủ tịch Ủy ban Nghị viện về Nhân quyền, Dân tộc thiểu số và Quan hệ giữa các dân tộc.
Trong cuộc bầu cử Nghị viện năm 2006, ông lại có tên trong danh sách bầu cử của Khối "Ukraine của chúng ta", nhưng khước từ việc từ chức  khi cuộc khủng hoảng chính trị vào mùa xuân năm 2007 bùng nổ khiến hơn 150 nghị sĩ của Khối "Ukraine của chúng ta" và Khối "Yulia Tymoshenko" từ chức, trao cho Tổng thống cơ sở pháp lý để giải tán Rada Tối cao. Ở tuổi 76, Udovenko quyết định không tham gia tái tranh cử.

## Về việc chuyển giao kho vũ khí hạt nhân của Ukraine cho Liên bang Nga
Ngày 16 tháng 11 năm 1994, tại phiên họp của Rada Tối cao Ukraine, khi xét đến việc thông qua luật về việc Ukraine gia nhập Hiệp ước Không phổ biến vũ khí hạt nhân ngày 1 tháng 7 năm 1968 nhằm hợp pháp hóa việc từ bỏ kho vũ khí hạt nhân lớn thứ ba trên thế giới sau Hoa Kỳ và Liên bang Nga, Hennadiy Udovenko khi đó đang giữ chức Bộ trưởng Bộ Ngoại giao đã phát biểu từ bục nghị viện như sau:
Điều tích cực của bản Tuyên bố này là phía Nga đã cung cấp cho chúng ta những bảo đảm. Đây là một ghi chép từ Bộ Ngoại giao Liên bang Nga ngày 9 tháng 11 năm 1994: 'Bộ Ngoại giao Liên bang Nga xin thông báo rằng Liên bang Nga dự định ký bản Tuyên bố về đảm bảo an ninh liên quan đến việc Ukraine gia nhập Hiệp ước Không phổ biến vũ khí hạt nhân, ngay khi Ukraine gia nhập Hiệp ước Không phổ biến vũ khí hạt nhân với tư cách là một quốc gia không sở hữu vũ khí hạt nhân.' 
Đây là một đảm bảo từ phía Nga. Vì vậy, tôi kêu gọi tất cả mọi người - cả ông Vitovych và tất cả những người ủng hộ ông, hãy hiểu rằng: điều quan trọng đối với chúng ta hôm nay là Nga đã cho chúng ta những đảm bảo như vậy. Điều này có nghĩa là sự độc lập về chính trị của nhà nước chúng ta. Nhiêu đó đã đủ cho ông chưa, ông Vitovych? Ông muốn lắc lư với bản đồ hạt nhân à? Giờ không phải là lúc!

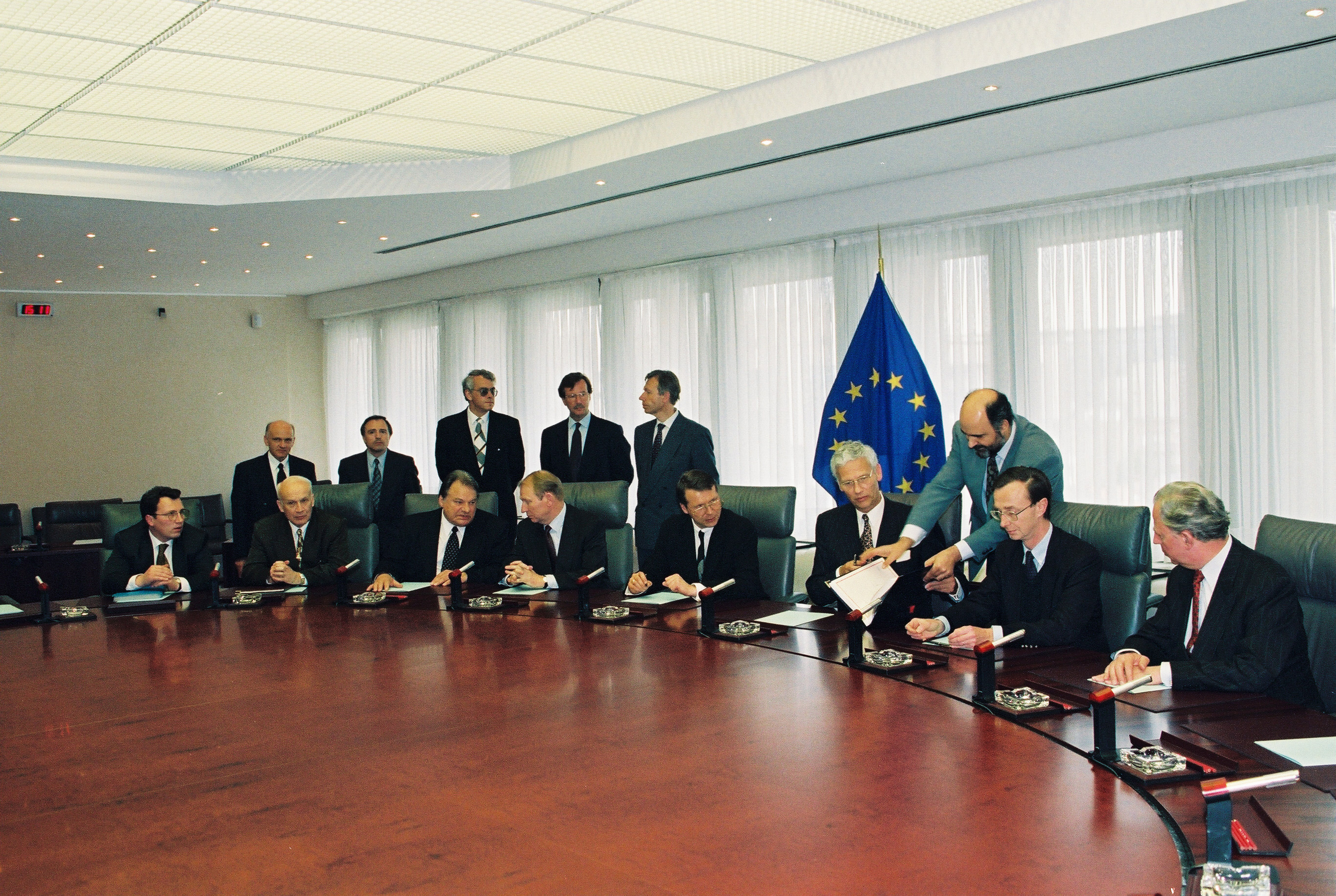
Phiên họp Ủy ban châu Âu năm 1995
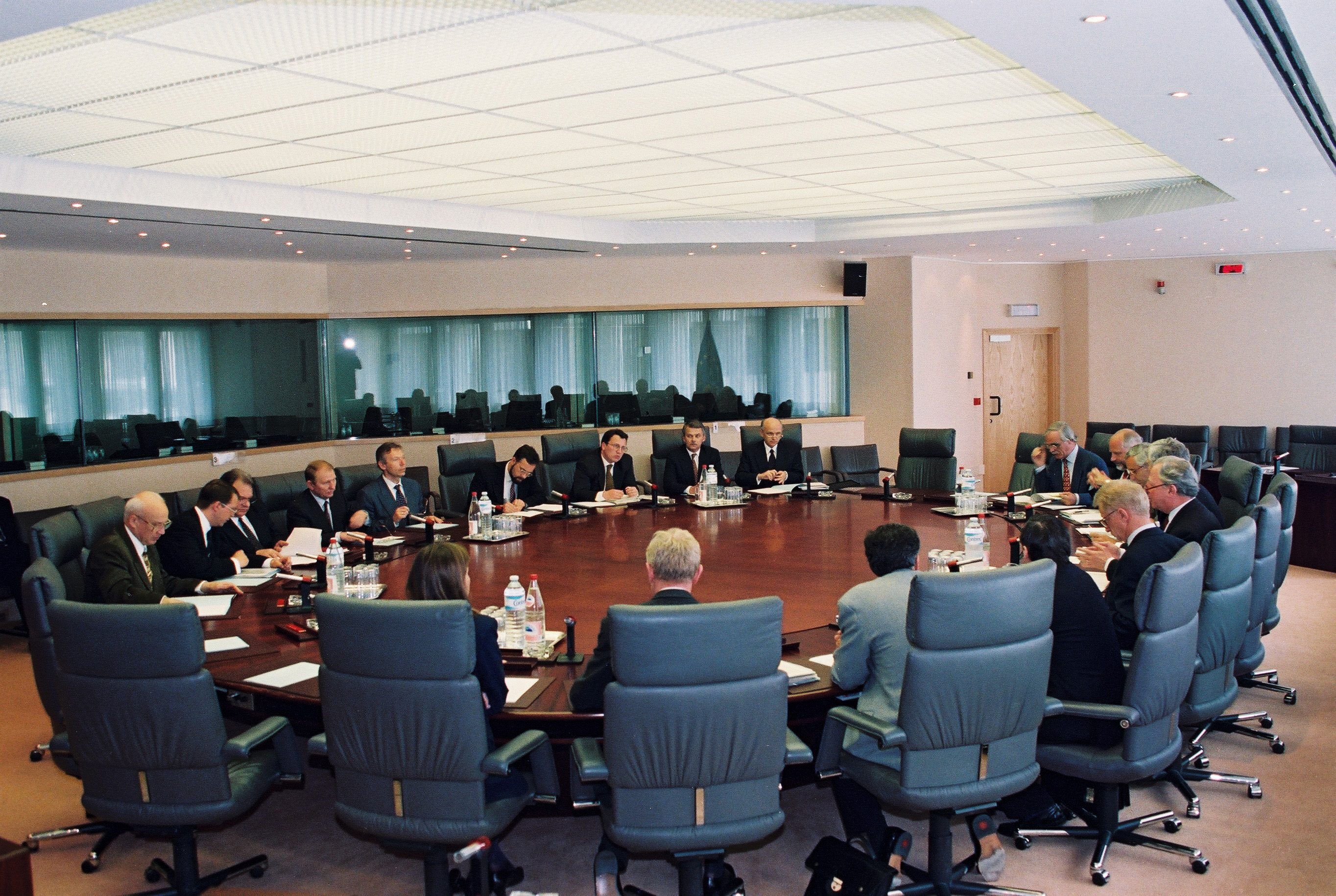
Phiên họp Ủy ban châu Âu năm 1995
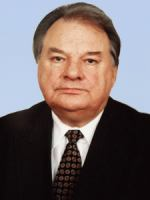
Chân dung Udovenko
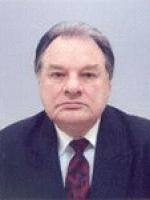
Chân dung Udovenko
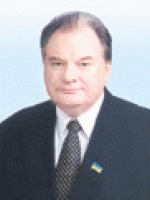
Chân dung Udovenko

## Gia đình
Cha: Yosyp Petrovych (1900-1978) — Kỹ sư Mỏ-địa chất
Mẹ: Maria Maksimivna (1888-1973) — Nội trợ

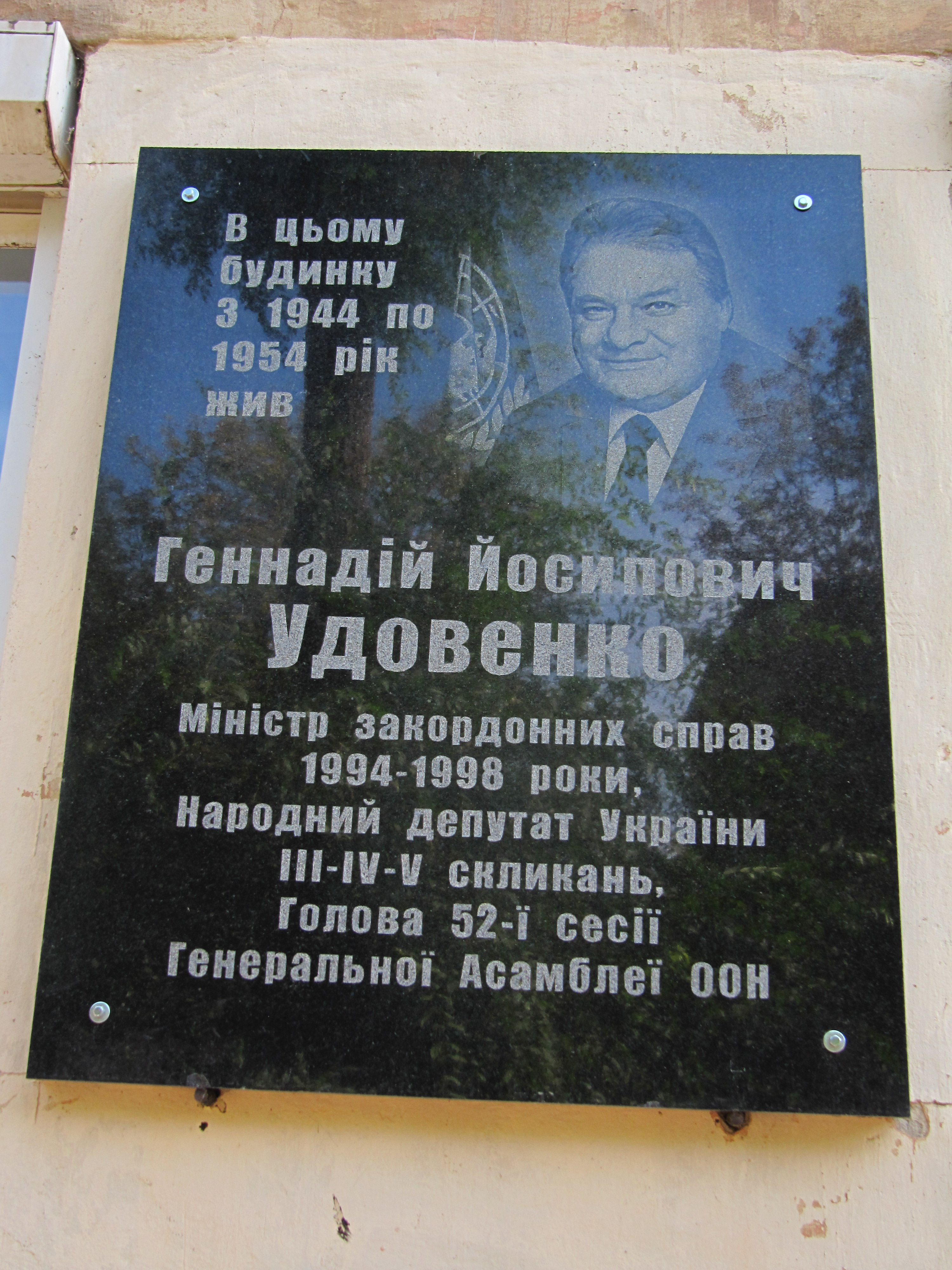
Bia tưởng niệm.

Vợ: Dina Hryhorivna Butenko
Con gái: Olena (1954)

## Giải thưởng
- Huân chương Vương công Yaroslav Khôn ngoan, hạng III (2007)[7], hạng IV (2005)[8][9], hạng V (1998)[10].
- Huân chương Chiến công, hạng 2 (22 tháng 6, 2011).
- Huy chương Danh dự của Tổng thống Ukraine (1995)[11].
- Danh hiệu Đại sĩ quan của Huân chương Đại Công tước Lithuania Gediminas (Lithuania, 20 tháng 9, 1996)[12].
- Huân chương Thập tự của Đất của Mẹ Mary, hạng 3 (Bồ Đào Nha, 7 tháng 2, 2007)[13][14].
- Danh hiệu Đại Thập tự của Huân chương Chiến công (Tây Ban Nha, 1996).
- Danh hiệu Đại Thập tự của Huân chương Infante Don Henrique (Bồ Đào Nha, 16 tháng 4, 1998)[15].
- Tiến sĩ danh dự của Đại học Bridgeport (1997, Hoa Kỳ).
- Tiến sĩ danh dự của Đại học Tự do (Free University) Ukraine tại Munich (1997, Đức).
- Công dân danh dự của thành phố Severodonetsk[16].

## Di sản
Udovenko qua đời ngày 12 tháng 2 năm 2013 tại bệnh viện Feofaniya, Kyiv ở tuổi 82 với nguyên nhân tử vong không được công khai.  Udovenko cũng từng nhập viện tại chính nơi này vào đầu tháng 2 năm 2013.

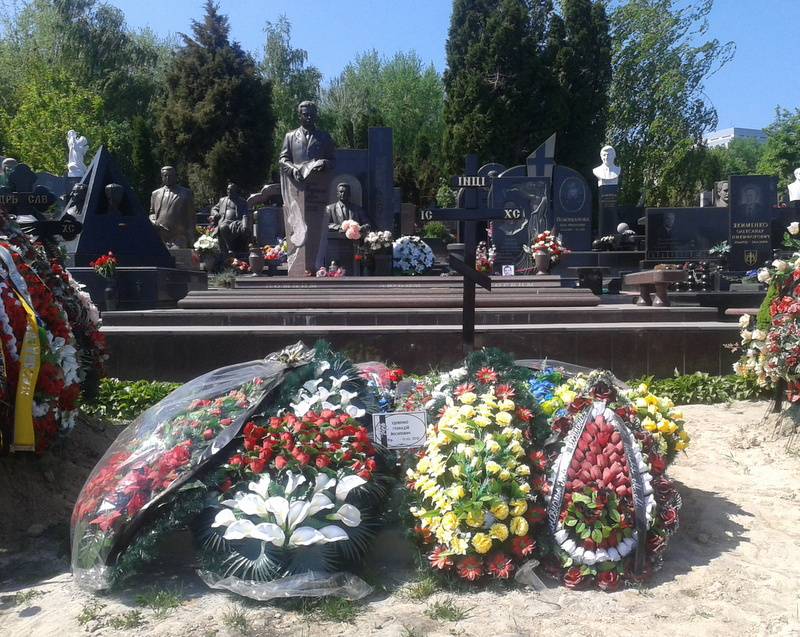
Phần mộ của Hennadiy Udovenko.

Năm 2017, Học viện Ngoại giao Ukraine thuộc Bộ Ngoại giao đã được đặt theo tên của Udovenko. Cơ sở giáo dục sau đại học này được dành riêng cho việc đào tạo và nâng cao trình độ chuyên môn cho các nhà ngoại giao và công chức làm việc trong lĩnh vực quan hệ đối ngoại.